# Troldjægeren
Troldjægeren (Original titel: Trolljegeren) er en norsk spillefilm fra 2010 instrueret og skrevet af André Øvredal. Filmen er en «afslørende» Mockumentary og er en spændingsfilm om tre unge filmstuderende som følger troldjægeren Hans som er ansat i Troldesikkerhedstjenesten og hans hemmelige jagt på trolde i norsk natur. Historien bliver præsenteret gennem "efterladte klip fra de studerende", og viser flere møder med angiveligt virkelige trolde, både tematisk og æstetisk i samme genre som filmen The Blair Witch Project.
Hovedrollen som troldjægeren spilles af komikeren Otto Jespersen, kollegaen Finn af Hans Morten Hansen og de unge af Glenn Erland Tosterud, Tomas Alf Larsen og Johanna Mørck. Filmen har også korte scener med komikerne Knut Nærum og Robert Stoltenberg. Troldefigurer og andre special effects i filmen er lavet af 3D-studierne Gimpville og Storm Studios i Oslo. Filmen havde norsk premiere 29. oktober 2010 og modtog gode anmeldelser. Filmen fik premiere i USA 19. juni 2011, hvor den også modtog hovedsageligt positive anmeldelser. Filmen har en rating på 82% "fresh" på filmsiden Rotten Tomatoes.
Meget af filmens humor ligger i spændingspunktet mellem det fantastiske (troldene) og den bureaukratiske forvaltning af troldene gennem "Troldesikringstjenesten" TST. Filmen spiller på elementer fra naturen, norsk rovdyrforvaltning og statlige "hemmelige tjenester".

## Handling
En gruppe højskolestuderende, Thomas (Glenn Erland Tosterud), Johanna (Johanna Mørck) og deres kameramand Kalle (Tomas Alf Larsen), sætter ud for at lave en dokumentar om en mand ved navn Hans (Otto Jespersen), der er mistænkt for at være bjørnekrybskytte. Ved stedet hvor den ulovligt dræbte bjørn ligger interviewer de lokale jægere, der siger at bjørnesporene ser underlige ud, og Finn Haugen (Hans Morten Hansen), der er leder for Norges rovdyrsforvaltning. Finn slår ideen, om a bjørnesporene er falske, hen. De studerende følger efter Hans i et forsøg på at få et interview, men han bliver ved med at afvise dem. Efter de følger efter ham ind i en skov om natten, ser de nogle mystiske blinkende lys og hører brøl. Hans kommer løbende tilbage og råber "Trold!". Thomas bliver angrebet og bidt af et stort dyr. De undslipper i Hans' Land Rover og opdager at deres egen bil er blevet væltet og at dækkene er blevet flået af. Hans indrømmer, at han ikke jager bjørne, men trolde. Selvom de er skeptiske, spørger de studerende om de kan få lov at følge Hans og filme hans jagt, hvilket han indvilliger i på den betingelse, at det gør som han siger.
Den næste dag får Hans dem til at forklæde dem selv med trold-duft og spørger om nogle af dem tror på Gud eller Jesus, fordi trolde kan lugte en kristen mands blod. Han besidder et blitzgevær, et våben der udsender kraftige UV-stråler der imiterer sollys og forvandler troldene til sten, selvom han siger at de nogle gange "bare eksploderer". De studerende lamslåede da han jager en stor trehovedet trold frem.
Mens Hans destruerer trolden, kommer Finn fra Troldesikkerhedstjenesten med en hold polakker for at deponere en bjørnekadaver og placere falske spor fra dyret. Finn bliver vred over, at de studerende filmer, hvad der sker, og siger at de ikke får lov at beholde optagelserne.
I en serie interviews afslører Hans, at han arbejder med at holde trolde hemmelige for befolkningen og dræbe dem, som kommer for tæt på beboede områder. Troldende opfører sig aggressivt og er begyndt at forlade deres territorier oftere end normal, og Hans skal skaffe en blodprøve for at prøve at bestemme hvorfor.
De studerende følger Hans på endnu en jagt, hvor han bruger levende geder som madding. Hans formår at skaffe en blodprøve fra trolden under broen inden han tilintetgør den og tager blodprøven til en dyrlæge som arbejder for TST, men finder ud af, at det vil tage flere dage før resultatet fra prøven er klar.
Mens de undersøge en gård, hvor flere træer uforklarligt er blevet revet op med rod, finder Hans og filmholdet troldespor, der leder ind i en forladt mine. Det viser sig at det er en troldehule for flere trolde, og de vender uventet tilbage så gruppen er fanget inde i hulen. Situationen bliver yderligere anspændt, da Kalle indrømmer, at han er kristen. Troldende bliver ophidsede og opdager gruppen. I panik prøver gruppen at løbe mod sikkerheden ude i sollyset, men Kalle bliver fanget og dræbt på vejen ud.
Som erstatning får de fat i en ny kameraman, kvinden Malica, der er muslim, men Hans er usikker på, hvordan troldende vil reagere på det. Finn kræver, at Hans drager nordpå ind i troldeterritorium for at få problemet under kontrol. Gruppen finder tegn på en jætte, en stor bjergtrold, der er 200 fod høj. Thomas bliver syg og da dyrlægen ringer tilbage til Hans finder de ud af at blodprøven var positiv for rabies. Thomas er blevet inficeret af det bid, som han fik flere dage forinden.
Efter flere forsøg lykkes det for Hans at dræbe jætten, ved at skyde den med en raket-lignende projektil, der forvandler trolden til sten.
Hans fortæller hvilken retning landevejen er i inden han går videre ud i vildnisset. Finn og hans agenter ankommer og konfiskerer de studerendes optagelser. Thomas flygter med kameraet og man ser han kollapser ved siden af vejen inden optagelserne slutter. Lige før der klippes til sort skærm ses en lastbil, der stopper ved siden af kameraet. Antagelig er chaufføren personen som "fandt optagelserne". I epilogen bliver publikum fortalt at ingen af de studerende blev set igen. Filmen ender med et virkeligt klip af den norske statsminister Jens Stoltenberg, uforvarende indrømmer eksistensen af trolde, selvom pressen formår ikke at forstå budskabet.

## Medvirkende
- Otto Jespersen som troldejægeren Hans
- Glenn Erland Tosterud som Thomas
- Johanna Mørck som Johanna
- Tomas Alf Larsen som Kalle
- Urmila Berg-Domaas som Malica
- Hans Morten Hansen som Finn
- Robert Stoltenberg som en polsk bjørnejæger
- Knut Nærum som værksfører for elektricitetsværk

## Markedsføring og modtagelse
Filmen blev lanceret internationalt under titlen The Troll Hunter. Efter at filmen blev vist på festivaler for film i samme genre, har den fået flere begejstrede anmeldelser. I norsk presse har den fået jævnt over gode anmeldelser.